# Barca (Maia)
Barca é uma localidade portuguesa do Município da Maia que foi sede da extinta Freguesia de Barca, freguesia que tinha 3,37 km² de área e 2 633 habitantes (2011) e, por isso, uma densidade populacional de 781,3 hab/km².
A Freguesia de Barca foi extinta em 2013, no âmbito de uma reforma administrativa nacional, para, em conjunto com as Freguesias de Gemunde, Santa Maria de Avioso, São Pedro de Avioso e Gondim, formar uma nova freguesia denominada Freguesia de Castêlo da Maia.
Em conjunto com as vizinhas localidades de Gemunde, Santa Maria de Avioso São Pedro de Avioso e Gondim, constitui a vila de Castêlo da Maia desde 23 de Agosto de 1986, segundo o art. 2º i) da Lei nº 28/86.

## População
| População da freguesia de Barca | População da freguesia de Barca | População da freguesia de Barca | População da freguesia de Barca | População da freguesia de Barca | População da freguesia de Barca | População da freguesia de Barca | População da freguesia de Barca | População da freguesia de Barca | População da freguesia de Barca | População da freguesia de Barca | População da freguesia de Barca | População da freguesia de Barca | População da freguesia de Barca | População da freguesia de Barca |
| ------------------------------- | ------------------------------- | ------------------------------- | ------------------------------- | ------------------------------- | ------------------------------- | ------------------------------- | ------------------------------- | ------------------------------- | ------------------------------- | ------------------------------- | ------------------------------- | ------------------------------- | ------------------------------- | ------------------------------- |
| 1864                            | 1878                            | 1890                            | 1900                            | 1911                            | 1920                            | 1930                            | 1940                            | 1950                            | 1960                            | 1970                            | 1981                            | 1991                            | 2001                            | 2011                            |
| 553                             | 613                             | 825                             | 932                             | 1 075                           | 1 056                           | 1 050                           | 1 485                           | 1 816                           | 2 188                           | 2 404                           | 2 824                           | 3 168                           | 2 769                           | 2 633                           |

| Distribuição da População por Grupos Etários | Distribuição da População por Grupos Etários | Distribuição da População por Grupos Etários | Distribuição da População por Grupos Etários | Distribuição da População por Grupos Etários | Distribuição da População por Grupos Etários | Distribuição da População por Grupos Etários | Distribuição da População por Grupos Etários | Distribuição da População por Grupos Etários | Distribuição da População por Grupos Etários |
| -------------------------------------------- | -------------------------------------------- | -------------------------------------------- | -------------------------------------------- | -------------------------------------------- | -------------------------------------------- | -------------------------------------------- | -------------------------------------------- | -------------------------------------------- | -------------------------------------------- |
| Ano                                          | 0-14 Anos                                    | 15-24 Anos                                   | 25-64 Anos                                   | > 65 Anos                                    |                                              | 0-14 Anos                                    | 15-24 Anos                                   | 25-64 Anos                                   | > 65 Anos                                    |
| 2001                                         | 460                                          | 439                                          | 1 543                                        | 327                                          |                                              | 16,6%                                        | 15,9%                                        | 55,7%                                        | 11,8%                                        |
| 2011                                         | 371                                          | 277                                          | 1 531                                        | 454                                          |                                              | 14,1%                                        | 10,5%                                        | 58,1%                                        | 17,2%                                        |

## Topónimo
Barca foi uma freguesia muito antiga do Concelho da Maia. Há quem defenda que este topónimo deriva de abarca termo que significa veiga, isto é, planície cultivada e fértil. Há ainda quem, como Manuel Gens, autor da terra, creia que em tempos remotos o pequeno Rio Almorode tenha aí tido uma enseada. Seja como for, segundo documento de 1064 era então conhecida como São Martinho de Vermoim: eglesia uogabulo sancti martini quod fundato in uilla uermud. Em 1219 e nas Inquirições de 1258 era Sancto Martino de Vermui. No século XIII, no censual do cabido do Porto, é citada como Sancti Martini de Varqua, já no século XIV aparece como Sancti Martini de Barca.

## A igreja de Barca
No caminho que leva ao Monte de Santa Cruz, existe um lugar chamado Castro que nos poderá indicar a existência, outrora, de semelhante povoamento fortificado.
A Igreja da Barca, segundo Manuel Gens, data de 1656. Na entrada para o adro da igreja, todo rodeado por um muro, existe um portão de ferro cujas ombreiras terminam em volutas. A sua fachada é revestida a azulejo e rematado a cantaria. No centro, amplo portal com verga curvilínea. Sobre este um também curvilíneo frontão interrompido, de cujo topo central se ergue uma moldura granítica que, em seu seio alberga, medindo o tempo, o relógio. No tímpano da empena de recorte mistilíneo e suavizado com volutas, um nicho de alberga a imagem de Nossa Senhora. A embelezar o conjunto, duas torres sineiras. No vértice, com dois fogaréus a ladeá-la, uma cruz.
Perto da residência paroquial está uma árvore que terá sido por Camilo Castelo Branco ali plantada. O escritor, segundo Hélder Pacheco … aqui veraneava com o abade de Barca, Santana e Silva. As más línguas aventavam que o escritor lhe escreveria os sermões....
No lugar de Gestalinho, deparamos com a Capela de Nossa Senhora do Encontro, assim chamada pois é aqui que em dia de procissão, esta imagem saída da Igreja Matriz vem encontrar a imagem do Senhor da Santa Cruz.
Lá no topo encontramos, na capela do Senhor da Santa Cruz, a imagem que lhe dá nome. Esta data de 1693 tendo em 1901 sofrido obras de restauro. Tem procissão realizada no 2º Domingo de Setembro. A festa do Nosso Senhor dos Passos realiza-se quinze dias antes da Páscoa.
São dignas de nota as casas solarengas que ali existem: a quiçá seiscentista Casa do Gens e a Quinta do Sestelo no Paiço e ainda as brasonadas Casa dos Maias e Quinta de Vila Verde.

## Festas religiosas
- Senhor dos Passos (5º domingo da Quaresma)
- Enterro do Senhor (Sexta-feira Santa)
- Senhor de Santa Cruz (2º domingo de setembro)